# Jermaine Johnson (Filmproduzent)
Jermaine Johnson ist ein Filmproduzent.

## Karriere
Johnson produzierte 2022 acht Folgen der Miniserie From Scratch. Dann produzierte er 2023 Amerikanische Fiktion, für den er zuerst den Black Reel Award erhielt. Außerdem wurde er bei den Oscars zusammen mit Regisseur Cord Jefferson und den Produzenten Nikos Karamigios und Ben LeClair in der Kategorie Bester Film nominiert.

## Filmografie (Auswahl)
- 2022: From Scratch (Miniserie)
- 2023: Amerikanische Fiktion (American Fiction)

## Auszeichnungen
- 2024: Black Reel Award in der Kategorie Bester Film für American Fiction
- 2024: AACTA-International-Award-Nominierung in der Kategorie Bester Film für American Fiction
- 2024: PGA-Award-Nominierung für American Fiction
- 2024: Independent-Spirit-Award-Nominierung in der Kategorie Bester Film für American Fiction
- 2024: Oscar-Nominierung in der Kategorie Bester Film für American Fiction